# 호월적고사
호월적고사(胡越的故事: Woo Yuet's Story)는 홍콩에서 제작된 안 휘 감독의 1981년 영화이다. 주윤발 등이 주연으로 출연하였고 최보주 등이 제작에 참여하였다.

## 출연

### 주연
- 주윤발
- 종초홍

### 조연
- Dave Brodett
- 나열
- 무건인